# Саврин, Виктор Иванович
Виктор Иванович Саврин (род. 4 декабря 1944, Чапаевск, Куйбышевская область, РСФСР) — советский и российский физик, работающий в области теоретической физики элементарных частиц и квантовой теории поля, доктор физико-математических наук (1979), профессор (1998), заместитель директора НИИ ядерной физики МГУ по научной работе (с 1984 года), координатор участия российских институтов в создании и работе Большого адронного коллайдера (БАК).

## Биография
Виктор Саврин родился в Чапаевске Куйбышевской (ныне Самарской) области 4 декабря 1944 года. В 1947 году вместе с семьёй переехал в Куйбышев (ныне Самара), а в начале 1950-х годов — в Москву.
В 1962 году с золотой медалью окончил среднюю школу № 17 и поступил на физический факультет Московского государственного университета имени М. В. Ломоносова, который окончил с отличием в 1968 году.
После этого, с 1968 по 1970 год, Саврин был аспирантом Института физики высоких энергий (Протвино, Московская область). В декабре 1970 года он защитил кандидатскую диссертацию на тему «Применение условия унитарности к описанию взаимодействия адронов при высоких энергиях».
С 1971 года Саврин работал научным сотрудником Института физики высоких энергий, в отделе теоретической физики. В 1977 году он стал старшим научным сотрудником, а в 1978 году защитил докторскую диссертацию на тему «Метод матрицы плотности в теории инклюзивных реакций».
Начиная с 1983 года Виктор Саврин работает в НИИ ядерной физики МГУ (НИИЯФ МГУ), сначала начальником Лаборатории аналитических вычислений в физике высоких энергий (ЛАВФВЭ), а затем, с 1990 года, заведующим Отделом теоретической физики высоких энергий (ОТФВЭ). С 1984 года Саврин является заместителем директора НИИЯФ МГУ по научной работе.
С 1977 года Саврин ведёт преподавательскую деятельность на физическом факультете МГУ. В 1998 году ему было присвоено звание профессора. С 2009 года Саврин также является заведующим кафедрой физики атомного ядра и квантовой теории столкновений физического факультета МГУ. 

## Научные результаты
Основные научные результаты Виктора Саврина связаны с использованием методов квантовой теории поля для описания процессов взаимодействия элементарных частиц при высоких энергиях. Развиты методы для решения условия унитарности для описания рассеяния частиц. Ряд работ посвящён трёхмерной формулировке квантовой теории поля и разработке квазипотенциального подхода к описанию взаимодействий частиц — в частности, для развития релятивистской теории связанных состояний и применения в квантовой хромодинамике. Получены результаты для спектров кваркониев, а также для параметров экспериментально наблюдаемых узких электромагнитных резонансов. Саврин также участвует в разработке программ исследования физических свойств элементарных частиц на современных ускорителях, включая Большой адронный коллайдер (БАК).

## Некоторые публикации
- А. А. Логунов, В. И. Саврин, Н. Е. Тюрин, О. А. Хрусталёв. Одновременное уравнение для системы двух частиц в квантовой теории поля. Теоретическая и математическая физика, 1971, т. 6, № 1, с. 157—165.
- V. I. Savrin, N. B. Skachkov. New scaling properties of the structure functions in the single-time formulation of the quantum field theory. Nuovo Cimento, 1981, v. 65, No. 1, p. 1—14.
- B. A. Arbuzov, V. I. Savrin, S. A. Shichanin. On a mechanism of GSI resonance production, Physics Letters, 1992, v. B275, No. 1—2, p. 144—148.
- S. Abdullin, M. N. Dubinin, V. A. Ilyin, D. N. Kovalenko, V. I. Savrin, N. V. Stepanov. Higgs boson discovery potential of LHC in the channel pp → γγ+jet. Physics Letters, 1998, v. B431, p. 410—419.
- В. А. Матвеев, В. И. Саврин, А. Н. Сисакян, А. Н. Тавхелидзе. Релятивистские кварковые модели в квазипотенциальном подходе. Теоретическая и математическая физика, 2002, т. 132, № 2, с. 267—287.
- В. И. Саврин. Метод квазипотенциала в теории связанных состояний. — Самара: Самарский университет, 2006. — 134 с. — ISBN 5-86465-339-X.